# Epideixis
Epideixis oder epideiktische Rede (altgriechisch ἐπιδεικτικὸν γένος ‚aufzeigende/hinweisende Gattung‘) heißt eine bestimmte Redegattung nach der Systematik des Aristoteles. Die epideiktische Rede zielt auf den „genießenden“ Zuhörer und lobt oder tadelt den Redegegenstand. Ihr Hauptgesichtspunkt ist Ehrenhaftigkeit oder Unehrenhaftigkeit.
In seiner Rhetorik leitet Aristoteles die drei Redegattungen aus einem Kommunikationsmodell her: Zur Rede gehöre der Redner, der Gegenstand der Rede und der Zuhörer.
Beispiele für epideiktische Reden sind Festreden (Enkomien), Grabreden (Epitaphien) und Hochzeitsreden (Epithalamien).